# Восемь великих писателей эпох Тан и Сун
Восемь великих писателей Тан и Сун 唐宋八大家 или 唐宋古文八大家 — понятие китайской историографии и литературоведения. Берёт начало от Чжу Ю (1314—1376), редактора сборника «Собрание сочинений восьми предшественников» 《八先生文集》. Авторитет восьми избранных авторов закрепляется в литературе династии Мин. Чжу Ю (茅坤右), ученый эпохи ранней династии Мин, впервые собрал эссе «восьмерки», но в книгу под названием «Скомпилированные транскрипции восьми великих мастеров прозы Тан и Сун» сочинения собрал ученый эпохи поздней династии Мин Мао Кун (茅坤), популярность данной книги закрепила за восьмеркой место мастеров китайской прозы.
Поскольку трое из восьми авторов носили фамилию Су 蘇 / 苏, классическая критика упоминает их как «Су-троицу», для краткости и простоты запоминания.
Стоит отметить, что писательская деятельность в Китае была неотделима от политической. Понятие цзя 家 не имеет прямого отношения к литературной деятельности. Традиционно оно используется в китайской библиографии для обозначения различных философских школ. Таким образом, допустим также перевод «деятели» и «идеологи».
Писатели времён династии Тан (618—907):
- Хань Юй 韓愈/韩愈 (768—824)
- Лю Цзунъюань 柳宗元 (773—819)

Писатели времён династии Сун (960—1279, примечательно, что все авторы принадлежат к периоду Северной Сун — до падения Баньляна в 1127):
- Оуян Сю 歐陽修/欧阳修 (1007—1072)
- Су Сюнь[англ.] 蘇洵/苏洵 (1009－1066)
- Су Ши 蘇軾/苏轼 (1037—1101)
- Су Чжэ 蘇轍/苏辙 (1039—1112)
- Ван Аньши 王安石 (1021—1086)
- Цзэн Гун[англ.] 曾鞏/曾巩 (1019—1083)